# Kremna rezina
Le kremna rezina (littéralement « tranche à la crème »), aussi couramment appelé kremšnita, est une pâtisserie slovène à base de crème, originaire de la ville de Bled.

## Origine
Le kremna rezina a été mis au point en 1953 par le serbe Ištvan Kovačevič alors chef pâtissier à l'hôtel Park, situé au bord du lac de Bled. La recette a connu un rapide succès dans la région très touristique du lac, puis est devenue populaire dans toute la Slovénie.
On trouve désormais le kremna rezina dans de nombreuses pâtisseries du pays. L'hôtel Park continue toujours à les confectionner et en a aujourd'hui vendu plus de 12 millions de parts.

## Recette
Le kremna rezina se présente sous forme d'un cube de 7 cm de côté. Il est composé d'une couche de crème à l’œuf recouverte par une couche de crème Chantilly, le tout encadré par deux morceaux de pâte feuilletée. La crème à l'œuf est obtenue en incorporant des blancs d’œufs battus en neige dans une crème pâtissière préparée avec les jaunes, puis parfumée à la vanille et au rhum.
La couche de crème à l'œuf doit être deux fois plus épaisse que la couche de crème fouettée. Le gâteau est servi saupoudré de sucre glace.